# Wereldkampioenschappen atletiek 1997 – marathon
Het IAAF wereldkampioenschap van 1997 werd in Athene gehouden. De mannen liepen op 10 augustus 1997 en de vrouwen op 9 augustus 1997.

## Uitslagen

### Mannen
| rang   | naam                    | land | tijd    |
| ------ | ----------------------- | ---- | ------- |
| Goud   | Abel Antón              | ESP  | 2:13.16 |
| Zilver | Martín Fiz              | ESP  | 2:13.21 |
| Brons  | Steve Moneghetti        | AUS  | 2:14.16 |
| 4      | Danilo Goffi            | ITA  | 2:14.47 |
| 5      | Luíz Antônio dos Santos | BRA  | 2:15.31 |
| 6      | Fabián Roncero          | ESP  | 2:16.53 |
| 7      | Giacomo Leone           | ITA  | 2:17.16 |
| 8      | Azzedine Sakhri         | ALG  | 2:17.44 |
| 9      | Eduard Tukhbatullin     | RUS  | 2:17.44 |
| 10     | Antonio Rodrigues       | POR  | 2:17.54 |
| 11     | Philippe Rémond         | FRA  | 2:18.19 |
| 12     | Xolile Yawa             | RSA  | 2:18.37 |
| 13     | Dave Scudamore          | USA  | 2:18.41 |
| 14     | Mwenze Willy Kalombo    | COD  | 2:19.18 |
| 15     | José Manuel Garcia      | ESP  | 2:19.31 |
| 16     | Bruce Deacon            | CAN  | 2:20.29 |
| 17     | Dave Buzza              | GBR  | 2:20.34 |
| 18     | José Luis Molina        | CRC  | 2:20.55 |
| 19     | Nikolaos Pollias        | GRE  | 2:21.03 |
| 20     | El Mostafa Damaoui      | MAR  | 2:21.05 |
| 21     | Ahmed Hussein           | ETH  | 2:21.08 |
| 22     | Akira Manai             | JPN  | 2:21.23 |
| 23     | Vanderlei de Lima       | BRA  | 2:21.48 |
| 24     | Daher Gadid Omar        | DJI  | 2:21.57 |
| 25     | Shinji Kawashima        | JPN  | 2:22.33 |

### Vrouwen
| rang   | naam                   | land | tijd    |
| ------ | ---------------------- | ---- | ------- |
| Goud   | Hiromi Suzuki          | JPN  | 2:29.48 |
| Zilver | Manuela Machado        | POR  | 2:31.12 |
| Brons  | Lidia Slavuteanu-Simon | ROU  | 2:31.55 |
| 4      | Takako Tobise          | JPN  | 2:32.18 |
| 5      | Ornella Ferrara        | ITA  | 2:33.10 |
| 6      | Iris Biba              | GER  | 2:34.06 |
| 7      | Sonja Krolik-Oberem    | GER  | 2:35.28 |
| 8      | Franziska Rochat-Moser | SUI  | 2:36.16 |
| 9      | Yelena Razdrogina      | RUS  | 2:36.37 |
| 10     | Nobuko Fujimura        | JPN  | 2:36.51 |
| 11     | Anuța Cătună           | ROU  | 2:38.38 |
| 12     | Maria Blizou           | GRE  | 2:39.10 |
| 13     | Franca Fiacconi        | ITA  | 2:39.53 |
| 14     | Christine Mallo        | FRA  | 2:40.55 |
| 15     | Elfenesh Alemu         | ETH  | 2:41.00 |
| 16     | Guete Kirkeberg        | NOR  | 2:41.05 |
| 17     | Maryse le Gallo        | FRA  | 2:41.08 |
| 18     | Aurica Buia            | ROU  | 2:41.45 |
| 19     | Mariko Hara            | JPN  | 2:42.00 |
| 20     | Heather Turland        | AUS  | 2:42.12 |
| 21     | Rocio Rios             | ESP  | 2:42.18 |
| 22     | Judith Földing-Nagy    | HON  | 2:42.21 |
| 23     | Angharad Mair          | GBR  | 2:42.31 |
| 24     | Laura Fogli            | ITA  | 2:43.28 |
| 25     | Cheryl Collins         | USA  | 2:43.42 |

Helsinki 1983 ·
Rome 1987 ·
Tokio 1991 ·
Stuttgart 1993 ·
Göteborg 1995 ·
Athene 1997 ·
Sevilla 1999 ·
Edmonton 2001 ·
Parijs 2003 ·
Helsinki 2005 ·
Osaka 2007 ·
Berlijn 2009 ·
Daegu 2011 ·
Moskou 2013 ·
Peking 2015 ·
Londen 2017 ·
Doha 2019·
Eugene 2022